# Trombossano A2
Il trombossano A2 è una molecola coinvolta nel processo dell'emostasi. Per approfondimenti vedi voce Trombossani.